# Олтон (Ајова)
Олтон (енгл. Alton) град је у америчкој савезној држави Ајова. По попису становништва из 2010. у њему је живело 1.216 становника.

## Демографија
Према попису становништва из 2010. у граду је живело 1.216 становника, што је 121 (11,1%) становника више него 2000. године.
| Група             | 2000.         | 2010.         |
| Белци             | 1.081 (98,7%) | 1.132 (93,1%) |
| Афроамериканци    | 0 (0,0%)      | 8 (0,7%)      |
| Азијати           | 0 (0,0%)      | 9 (0,7%)      |
| Хиспаноамериканци | 12 (1,1%)     | 57 (4,7%)     |
| Укупно            | 1.095         | 1.216         |